# Megadontomys
Megadontomys é um género de roedor da família Cricetidae.

## Espécies
- Megadontomys cryophilus (Musser, 1964)
- Megadontomys nelsoni (Merriam, 1898)
- Megadontomys thomasi (Merriam, 1898)